# Campo sportivo di Corso Dante
Il campo sportivo di Corso Dante è stato uno campo sportivo adibito al calcio sito a Chiavari dal 1915 al 1933. Si trovava nella parte orientale della città in prossimità dell'odierna via Trieste.
Noto anche come Campo Entella, Campo di Via Dante e Campo di Via San Francesco, fu più volte smantellato e allestito nuovamente, oltre che ristrutturato radicalmente nel 1925.
Negli anni successivi alla prima guerra mondiale l'impianto fu il terreno casalingo dell'Entella, principale squadra cittadina che vi disputò 13 campionati inclusa la Seconda Divisione 1922-1923, categoria che al tempo costituiva il secondo livello del calcio nazionale.
Nel 1933 venne definitivamente smantellato in previsione della costruzione del campo sportivo del Littorio.

## Storia

### La necessità di un campo sportivo
L'Entella Foot-Ball Club venne fondato nel marzo del 1914 ed organizzò le sue prime partite amichevoli sul campo di Piazza Roma. Nel 1915 la squadra venne assorbita dalla Società Ginnastica Pro Chiavari (di cui divenne la "sezione calcio") e manifestò alle autorità comunali la volontà di partecipare ai campionati organizzati dalla Federazione Italiana Giuoco Calcio cui era affiliata, dovendo conseguentemente dotarsi di un campo da gioco regolamentare. Venne quindi affittata l'area agreste sita a sud di Corso Dante ed allestita come campo sportivo: la partita inaugurale fu una gara amichevole contro la Sampierdarenese disputatasi il 16 maggio 1915.
| Chiavari 16 maggio 1915 Amichevole | Pro Chiavari | 2 – 2 | Sampierdarenese | Campo sportivo di Corso Dante |

Pochi giorni dopo l'Italia fece il suo ingresso nella prima guerra mondiale e i campionati ufficiali vennero sospesi, precludendo alla Pro Chiavari ogni possibilità di iscrizione. Durante la guerra l'area tornò ad essere coltivata e l'Entella, divenuta nuovamente una società indipendente, riprese a disputare le sue partite amichevoli in Piazza Roma.

### Le ristrutturazioni
Il campo sportivo venne allestito nuovamente nell'autunno del 1919, ma in ritardo rispetto all'avvio dei campionati ufficiali: la prima partita fu un'amichevole tra Entella e Veloce Club Spezia, il 1º novembre 1919. La prima partita ufficiale disputata sul campo di Corso Dante, che fu anche la prima partita ufficiale dell'Entella, si tenne invece il 12 dicembre 1920 contro la Tigullio e fu valida per il campionato di Promozione 1920-1921.
| Arbitro: | Osimani (La Spezia) |

|                                          |           |  |
| Brignardello 1’, 12’ Sanguineti 53’, 88’ | Marcatori |  |

L'impianto venne rinnovato nel 1924, ospitando la prima gara il 24 febbraio: un'amichevole tra Entella e Fiorente terminata con la vittoria dei locali per 1-0. L'inaugurazione ufficiale si tenne il 25 maggio 1924, quando a Chiavari fu ospite il Genoa campione d'Italia in carica. La stampa locale diede grande risalto all'evento, considerata anche la presenza del presidente genoano Guido Sanguineti, la cui famiglia era originaria di Chiavari, e della contemporanea inaugurazione del vessillo sociale dell'Entella.
| Arbitro: | Dani (Genova) |

|  |           |                     |
|  | Marcatori | Catto 74’ Sardi 82’ |

Nel 1925 il campo sportivo subì una radicale ristrutturazione e per l'occasione venne tenuta una nuova partita di inaugurazione: l'amichevole del 22 marzo contro la Pro Vercelli, allora partecipante alla massima serie e già detentrice di sette campionati italiani. L'Entella disputò l'incontro schierando anche giocatori prestati per l'occasione dal Rapallo e dallo Spezia.
| Chiavari 22 marzo 1925 Amichevole | Entella | 0 – 2 | Pro Vercelli | Campo sportivo di Corso Dante |

### I contenziosi con la proprietà

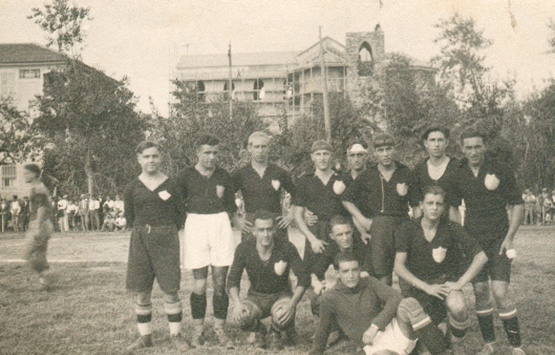
L'Entella al campo sportivo di Corso Dante nel 1928. Sullo sfondo il Santuario di Sant'Antonio da Padova in costruzione.

Nel 1931 i frati minori proprietari del terreno comunicarono la volontà di non rinnovare l'affitto, avendone promesso la cessione ad una impresa edile, ma l'intervento dell'amministrazione locale permise all'Entella il rinnovo del contratto, salvaguardando l'iscrizione al campionato. Il Comune si occupò della manutenzione del campo di corso Dante ed acquistò un'area da dedicare alla costruzione di un nuovo campo sportivo, prossima alla riva del fiume Entella. Nel maggio del 1932 il campo di Corso Dante venne smantellato dalla proprietà che fece arare il terreno e fu l'intervento del podestà Francesco Tappani a permettere la proroga dell'affitto per una ulteriore stagione, necessaria considerati i tempi di completamento dei lavori di costruzione del nuovo impianto. Il campo venne quindi allestito per un'ultima volta, senza particolare cura dato lo scarso tempo a disposizione.

### L'abbandono
Il 1º novembre 1933 l'Entella disputò la sua prima partita nell'area in cui due anni più tardi sarebbe stato inaugurato il nuovo campo sportivo del Littorio, abbandonando definitivamente quello di Corso Dante. L'area in cui sorgeva fu oggetto di un'intensa attività edilizia, che vide nei decenni seguenti la costruzione di strade (corso De Michiel, via Nazario Sauro, via Trieste), condomìni ed attività commerciali tra cui due distributori di benzina.

## Struttura
Il campo da gioco era originariamente disposto in direzione Nord-Sud e nel 1923 gli spogliatoi erano costituiti da una piccola costruzione in legno con tetto in cartone catramato. Successivamente alla ristrutturazione del 1925 il campo da gioco venne orientato Est-Ovest ed i settori dedicati al pubblico furono due: la tribuna e i distinti, questi ultimi costituiti da due gradini di cemento prossimi al muro che delimitava la ferrovia.